# Martin Hairer
Martin Hairer (14 novembre 1975) è un matematico austriaco, conosciuto per i suoi contributi nell'ambito dei processi stocastici, e in particolare per lo studio delle equazioni differenziali stocastiche (fra cui l'equazione di Kardar-Parisi-Zhang). Per i suoi studi ha ricevuto il Premio Fermat nel 2013 (condiviso con Camillo De Lellis), e la medaglia Fields nel 2014.